# 1760
1760 (MDCCLX) var ett skottår som började en tisdag i den gregorianska kalendern och ett skottår som började en lördag i den julianska kalendern.

## Händelser

### Januari
- 28 januari – Svenskarna besegrar preussarna i slaget vid Anklam.

### Februari
- 28 februari (NS) – Gregorianska kalendern införs i Lorraine.[1]

### Mars
- 20 mars – Boston i Brittiska Amerika drabbas av en stor brand.[2]

### Maj
- Maj – Tacky's War utbryter på Jamaica.

### Juli
- 24 juli – Stora Amaranther Orden (SAO) återupplivas av bokhållaren Claes Qvist och notarien Edvard Johan Sandell. Orden grundades 1653 av drottning Kristina.

### September
- 3 september – Svenskarna besegrar preussarna i slaget vid Prenzlau.
- 8 september – Brittiska soldater ockuperar Montréal.[3]

### Oktober
- 25 oktober – Vid Georg II:s död efterträds han som kung av Storbritannien och Irland av sin sonson Georg III.

### November
- 3 november – I slaget vid Torgau under sjuårskriget besegrar Preussens armé under Fredrik den store knappt den österrikisk-habsburgska armén utanför staden Torgau i Sachsen.  De sammanlagda förlusterna för båda sidor uppgår till omkring 30 000 soldater.

### Okänt datum
- Den svenska riksdagen sammankallas. Härvid återvänder över 200 av de adliga officerarna från Pommern till Stockholm. Många av dem avsäger sig sina uppdrag, vilket leder till att över 300 officerstjänster till slut är obesatta. På riksdagen börjar manufakturpolitiken kritiseras, vilket leder till att de får minskat statligt stöd och deras personal blir skattepliktiga. Förbudet mot husbehovsbränning upphävs på grund av det omfattande illegala brännvinsbrännandet.
- Lovisa Ulrikas bibliotek uppförs på Drottningholms slott.[4]
- Blücher lämnar den svenska armén och övergår i preussisk tjänst.
- Sveriges ekonomi försämras och inflationen ökar.

## Födda

### Första kvartalet

#### Januari
- 10 januari – Guillaume Guillon Lethière, fransk målare.
- 12 januari – Zofia Potocka, grekisk-polsk spion.
- 17 januari – Antonio Cesari, italiensk filolog.
- 19 januari – Marie Kofoed, dansk affärsidkare och filantrop.

#### Februari
- 11 februari – Bárbara de Alencar, brasiliansk handelsidkare.
- 12 februari – Jan Ladislav Dussek, tjeckisk kompositör och pianist.
- 15 februari – Jean-François Lesueur, fransk kompositör.
- 29 februari – Gustav Friedrich Dinter, tysk pedagog.

#### Mars
- 1 mars – François-Nicolas-Léonard Buzot, fransk politiker.
- 2 mars
  - Kristina Charlotta Mörner, svensk poet, konstnär, tecknare och författare.
  - Camille Desmoulins, fransk journalist och politiker.
- 4 mars – Nahum Parker, amerikansk domare och politiker, senator 1807–1810.
- 16 mars – Johan Henrik Boheman, svensk ämbetsman.
- 22 mars – Axel von Normann, svensk militär.

### Andra kvartalet

#### April
- 21 april – Fredric Ludvig af Klinteberg, svensk sjömilitär.
- 25 april – Mette Marie Astrup, dansk skådespelare.
- 30 april – Johann Gottlob Nathusius, tysk industriman.

#### Maj
- 5 maj – Joseph Pippingsköld, finländsk läkare.
- 10 maj – Claude Joseph Rouget de Lisle, fransk författare och kompositör.
- 12 maj – John Bannister, brittisk skådespelare.

#### Juni
- 5 juni – Johan Gadolin, finländsk fysiker och kemist.
- 8 juni – Karl August Böttiger, tysk arkeolog.
- 12 juni – Jean-Baptiste Louvet de Couvray, fransk författare och politiker.
- 16 juni – Louise Contat, fransk skådespelare.
- 20 juni – Richard Colley Wellesley, brittisk politiker.
- 26 juni – Karl Aloys zu Fürstenberg, tysk furste och militär.

### Tredje kvartalet

#### Juli
- 5 juli – Martin Sturzenbecker, svensk militär, arkitekt och författare.

#### Augusti
- 22 augusti – Leo XII, född Annibale Francesco Clemente Melchiore Girolamo Nicola della Genga, påve 1823–1829.
- 27 augusti – Nils Barck, svensk greve, kompositör och ämbetsman.

#### September
- 4 september – Knut von Troil, finländsk friherre, militär och ämbetsman.
- 14 september – Luigi Cherubini, italiensk kompositör.
- 15 september – Bogislav Friedrich Emanuel von Tauentzien, preussisk greve och militär.
- 20 september – John Rutherfurd, amerikansk lantmätare och politiker, senator 1791–1798.

### Fjärde kvartalet

#### Oktober
- 12 oktober – Frederik Plum, dansk biskop.
- 17 oktober – Henri de Saint-Simon, fransk politisk tänkare och reformator.
- 20 oktober – Alexandre de Lameth, fransk greve och politiker.
- 27 oktober – August von Gneisenau, preussisk greve och fältmarskalk.
- 31 oktober – Hokusai, japansk ukiyo-ekonstnär.

#### November
- 8 november – Eric Odhelius, svensk läkare.
- 13 november – Jiaqing, den femte Qing-kejsaren av Kina.
- 23 november – François-Noël Babeuf, fransk revolutionär agitator och journalist.

#### December
- 2 december – John Breckinridge, amerikansk politiker.
- 6 december – Charles Carnan Ridgely, amerikansk politiker, guvernör i Maryland 1816–1819.
- 7 december – Fredrica Löf, svensk skådespelare.
- 14 december – Pehr von Afzelius, svensk läkare och professor.
- 17 december – Deborah Sampson, amerikansk frihetshjälte och soldat.
- 18 december – Knud Lyne Rahbek, dansk författare.
- 29 december – Stevens Thomson Mason, amerikansk politiker, senator 1794–1803.

## Avlidna

### Första kvartalet

#### Januari
- 3 januari – Reinhold Angerstein, 41, svensk metallurg, ämbetsman och företagare.
- 4 januari – Erik Wrangel, 38, svensk friherre, ämbetsman och politiker.
- 25 januari – Johanna Magdalena av Sachsen-Weissenfels, 51, hertiginna av Kurland.
- 27 januari – Magnus Gustav Arbien, 43, svensk-dansk medaljgravör.

#### Februari
- 4 februari – Erik Oxenstierna, 75, svensk friherre och ämbetsman.
- 18 februari – Olof Nobelius, 53, svensk konstnär.
- 21 februari – Carl Ehrenpreus, 68, svensk greve och politiker.
- 22 februari – Anna Magdalena Bach, 58, tysk sångerska.
- 28 februari
  - Ancher Anchersen, 58, dansk läkare
  - François Thurot, 32, fransk sjökapten och kapare.

#### Mars
- 14 mars – Anton Fils, 26, tysk cellist och kompositör.
- 23 mars – Robert Muhl, 76, svensk militär.
- 28 mars – Peg Woffington, 39, irländsk skådespelare.

### Andra kvartalet

#### April
- 10 april – George Clifford III, 75, nederländsk jurist.
- 15 april – Herman Gideon De Rogier, 67, svensk präst.
- 18 april – Mary Alexander, 67, nordamerikansk tryckare och tidningsutgivare.
- 23 april – Anders Wibjörnson, 56, svensk präst.

#### Maj

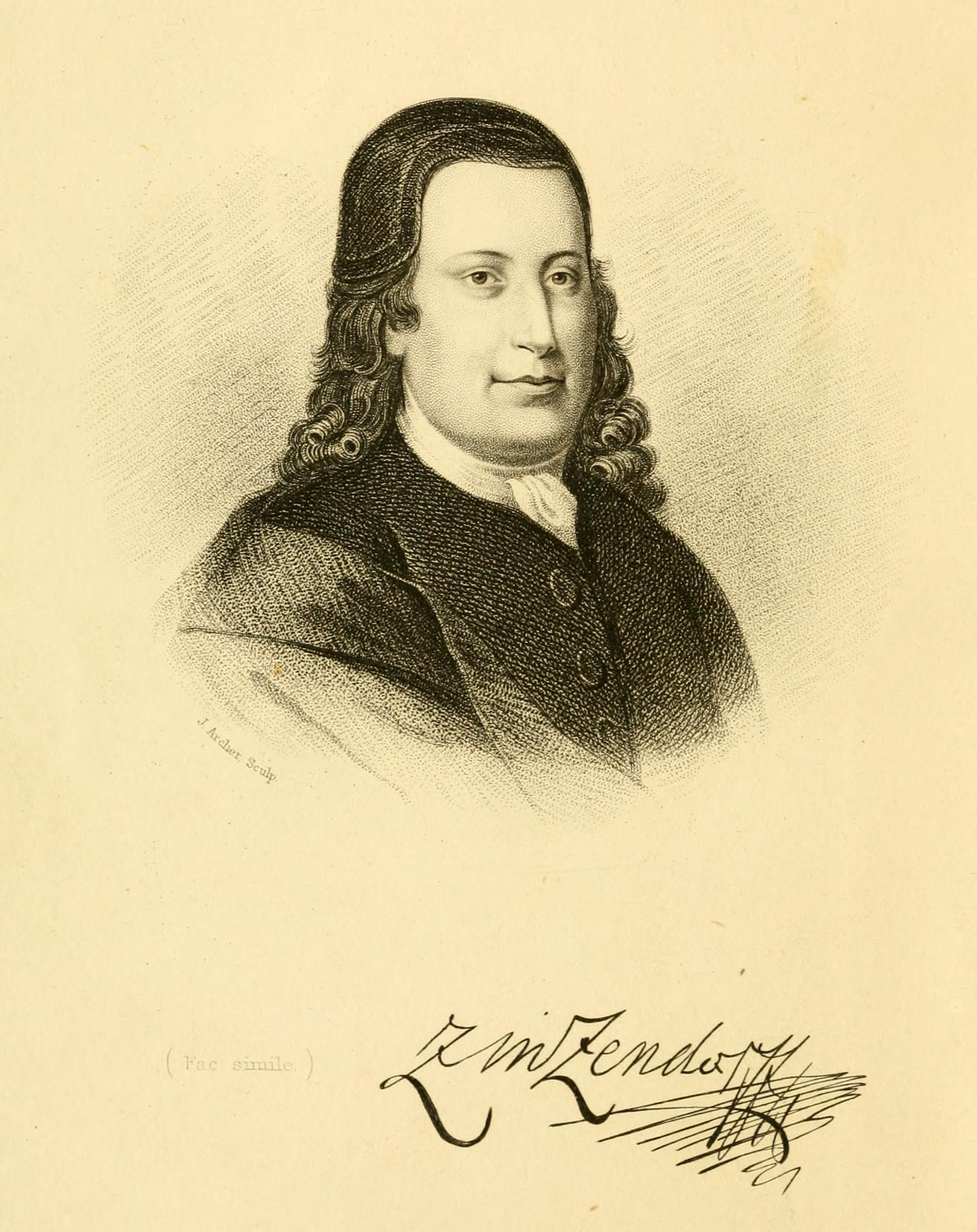
Grundaren av herrnhutismen Nikolaus Ludwig von Zinzendorf avled den 9 maj, 59 år gammal.

- Grundaren av herrnhutismen Nikolaus Ludwig von Zinzendorf avled den 9 maj, 59 år gammal.9 maj – Nikolaus Ludwig von Zinzendorf, 59, tysk greve, ämbetsman och präst, grundare av herrnhutismen.
- 10 maj – Christoph Graupner, 77, tysk kompositör.
- 16 maj – Georg Wallin den yngre, 73, svensk teolog.
- 27 maj – Carl Solander, 61, svensk präst.
- 30 maj – Johanna Elisabet av Holstein-Gottorp, 47, furstinna av Anhalt-Zerbst.

#### Juni
- 10 juni – Göran Gripenwaldt, 39, svensk militär.

### Tredje kvartalet

#### Juli
- 29 juli
  - Henri François de Bombelles, 79, fransk greve och militär.
  - Heinrich von Podewils, 63, tysk diplomat och politiker.

#### Augusti
- 1 augusti
  - Adrien Manglard, 64, fransk konstnär.
  - Samuel Rogberg, 61, svensk präst och topograf.
- 4 augusti – Carl von Bergen, 58, svensk präst.
- 9 augusti – Marie-Madeleine Hachard, 56, fransk brevskrivare och ursulin.
- 30 augusti – Marie Gabrielle Éléonore de Bourbon, 69, fransk nunna.

#### September
- 11 september – Louis Godin, 56, fransk astronom.
- 27 september – Maria Amalia av Sachsen, 35, drottning av Spanien.
- 28 september – Anna Sophie Schack, 71, dansk länsman och godsägare.
- 29 september – Lorentz Niklas Söderhielm, 69, svensk militär och brukspatron.

### Fjärde kvartalet

#### Oktober
- 11 oktober – George Murray, 66, skotsk militär.
- 17 oktober
  - Benjamin Tasker Jr., 40, nordamerikansk politiker.
  - Carl Alexander von Ungern-Sternberg, 36, svensk friherre och diplomat.
- 25 oktober – Georg II, 76, kung av Storbritannien och Irland sedan 1727.
- 30 oktober – Christian Ludwig Liscow, 59, tysk författare.

#### November
- 19 november
  - Christoph Matthäus Pfaff, 73, tysk teolog.
  - Niclas Suell, 40, svensk företagare.
- 30 november – Friederike Caroline Neuber, 63, tysk skådespelare.

#### December
- 12 december – Andrija Kačić Miošić, 56, kroatisk författare.

### Fotnoter
1. ↑  ”Adoption of the Gregorian calendar”. http://www.sizes.com/time/cal_Gregadoption.htm.
2. ↑  ”Mass Moments”. Arkiverad från originalet den 26 november 2010. https://web.archive.org/web/20101126144802/http://massmoments.org/moment.cfm?mid=86. Läst 25 mars 2011.
3. ↑  ”World Statesmen (läst 3 april 2011)”. http://www.worldstatesmen.org/Canada_Provinces_P-Y.html#Quebec.
4. ↑  ”Lovisa Ulrikas bibliotek”. kungligaslotten.se. https://www.kungligaslotten.se/artiklar-film-360/drottningholms-slott/2018-03-21-lovisa-ulrikas-bibliotek.html. Läst 10 april 2024.